# Allopterus cavelli
Allopterus cavelli is een keversoort uit de familie winterkevers (Tetratomidae). De wetenschappelijke naam van de soort werd in 1893 gepubliceerd door Thomas Broun.